# A Foreign Affair
A Foreign Affair is een Amerikaanse filmkomedie uit 1948 onder regie van Billy Wilder. Het scenario is gebaseerd op een verhaal van David Shaw. In Nederland werd de film destijds uitgebracht onder de titel Een avontuur in Berlijn.

## Verhaal
In 1947 gaat een commissie naar Berlijn om te inspecteren hoe de moraal is onder de Amerikaanse bezettingstroepen. Phoebe Frost is het enige vrouwelijke commissielid. Bij haar aankomst ontmoet ze kapitein John Pringle, die een relatie heeft met de schone Erika von Schlütow. Phoebe Frost stort zich in het Berlijnse uitgaansleven.

## Rolverdeling
| Acteur            | Personage                |
| ----------------- | ------------------------ |
| Jean Arthur       | Phoebe Frost             |
| Marlene Dietrich  | Erika von Schlütow       |
| John Lund         | Kapitein John Pringle    |
| Millard Mitchell  | Kolonel Rufus J. Plummer |
| Peter von Zerneck | Hans Otto Birgel         |
| Stanley Prager    | Mike                     |
| William Murphy    | Joe                      |
| Raymond Bond      | Pennecot                 |
| Boyd Davis        | Giffin                   |
| Robert Malcolm    | Kramer                   |
| Charles Meredith  | Yandell                  |
| Michael Raffetto  | Salvatore                |
| Damian O'Flynn    | Luitenant-kolonel        |
| Frank Fenton      | Majoor Mathews           |
| James Lorimer     | Luitenant Hornby         |

## Prijzen en nominaties
| Jaar | Prijs | Categorie               | Genomineerde(n)                                | Uitslag     |
| ---- | ----- | ----------------------- | ---------------------------------------------- | ----------- |
| 1948 | Oscar | Beste camerawerk        | Charles Lang                                   | Genomineerd |
| 1948 | Oscar | Beste bewerkte scenario | Billy Wilder Charles Brackett Richard L. Breen | Genomineerd |